# Frank Smythe
Francis Sydney Smythe (* 6. Juli 1900; † 27. Juni 1949) war ein britischer Bergsteiger und Schriftsteller, Fotograf und Botaniker in den frühen Jahren des Höhenbergsteigens.

## Leben und Wirken
Smythe hatte eine Ausbildung als Elektroingenieur; er arbeitete für kurze Zeit in der Royal Air Force und für Kodak, bevor er sich der Schriftstellerei und öffentlichen Lesungen widmete. Smythe hatte Freude an Bergsteigen, der Photographie, an Pflanzensammlungen und der Gärtnerei. Er reiste als Veranstalter von Lesungen, und er schrieb 27 Bücher.
Er war bekannt als Bergsteiger. Die Höhepunkte seiner Bergsteigerei schlossen die Besteigungen der Brenva-Wand des Mont Blanc ein und des Kamet, Versuche am Kangchendzönga und am Mount Everest in the 1930ern. Man stellte bei ihm eine Tendenz zum Jähzorn fest, die, wie Zeitgenossen sagten, „mit der Höhe abnahm“" Smythes konzentrierte Arbeit ist gut dokumentiert, nicht nur durch eigenes Schreiben, sondern auch durch Zeitgenossen und die Arbeiten anderer Autoren.
Unter seinen vielen öffentlichen Lesungen stachen die bei der Royal Geographical Society hervor. Seine erste 1931 war betitelt „Explorations in Garhwal around Kamet“ („Erkundungen im Garhwal rund um den Kamet“), seine zweite 1947 war betitelt „An Expedition to the Lloyd George Mountains, North-East British Columbia“ („Eine Expedition zu den Lloyd-George-Bergen in Nordost-Britisch-Columbia“)
| Grüne Linie | Normalweg, in weiten Teilen die Mallory-Route 1924, mit Hochlagern auf ca. 7700 und 8300 m (Smythes „Camp VI“, das linke der Dreiecke) |
| Rote Linie  | Großes Couloir oder Norton-Couloir |
| b)          | Punkt am Westrand des Couloirs, bis zu dem Edward Felix Norton 1924 kam; Smythe kam auch in die Nähe dieses Punktes                    |

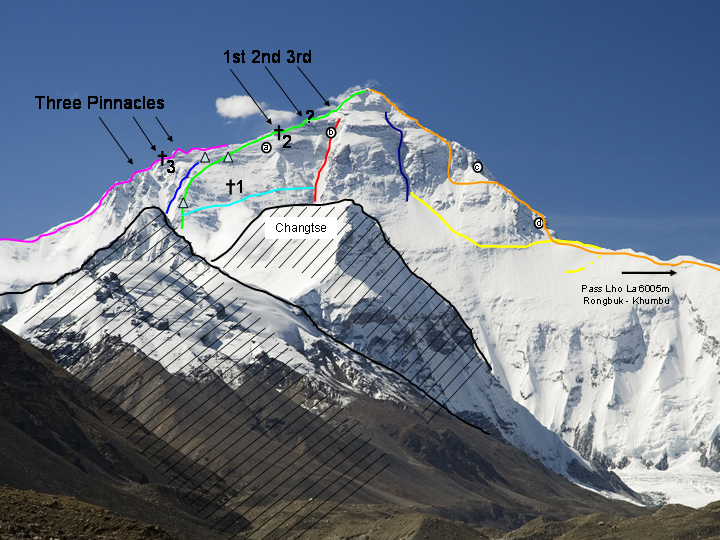
Nordwand des Mount Everest, Routen und wichtige Punkte

Smythe war ein hervorragender Schreiber und produzierte viele populäre Bücher. Sein Buch „The Kangchenjunga Adventure“ („Das Kangchenjunga-Abenteuer“) machte ihn zum respektierten Autor.
Während des Zweiten Weltkriegs diente er in den kanadischen Rocky Mountains als Ausbildungsoffizier für Bergsteiger und für die „Lovat Scouts“. Er schrieb zwei Bücher über das Bergsteigen in den Rockies, Rocky Mountains (1948) und Climbs in the Canadian Rockies (1951). Der Mount Smythe (10.650 ft, ca. 3500 Meter) wurde ihm zu Ehren benannt.
1949 in Delhi litt er an einer Lebensmittelvergiftung, und die fortgesetzten Malaria-Attacken forderten nun ihren Tribut. Am 27. Juni 1949, zwei Wochen vor seinem 49. Geburtstag, starb er.

## Höhepunkte als Bergsteiger
- 1927 und 1928 schaffte Smythe zusammen mit T. Graham Brown den Erstaufstieg über zwei Routen durch die Brenva-Wand des Mont Blanc, die „Sentinelle Rouge“ und die „Route Mayeure“. Diese waren die ersten Routen in der Wand.
- 1930 Smythe war Mitglied des internationalen Teams (Deutschland, Österreich, Schweiz und Großbritannien), um den Kangchenjunga unter der Leitung von Professor Günter Dyhrenfurth zu ersteigen.
- 1931 Smythe war der Leiter der ersten erfolgreichen Expedition zur Ersteigung des Kamet (7,756 m). Zu jener Zeit war dies der Höhenrekord für Gipfelerfolge (am Mount Everest war man zwar höher gestiegen, aber nicht zum Gipfel gelangt). Während der Kamet-Expedition entdeckten Smythe und Holdswordth das Blumental[4] im Himalaya, das zum Bundesstaat Uttarakhand (Indien) gehört.
- 1933 Smythe war Mitglied der Everest-Expedition, die von Hugh Ruttledge geleitet wurde.[5]
- 1936 Smythe war wiederum Mitglied bei Hugh Ruttledges zweiter Everest-Expedition.
- 1938 Smythe war Mitglied der von Eric Shipton und Bill Tilman[6] geleiteten Expedition zum Everest.

Insbesondere das mit „Camp 6“ betitelte Buch machte Smythe sehr bekannt. (Das sechste Lager ist das letzte Lager auf der Nordseite des Mt. Everest, unter dem Nordostgrat in einer Höhe von 8300 Metern, in der Todeszone.) In ihm schildert er seinen atemberaubenden Anstieg Richtung Gipfel in der Nordwand des Everest, der nach frühem Rückzug seines Partners zu weiten Teilen ein Alleingang bis ins Norton-Couloir war – den Gipfel erreichte er hingegen nicht. Auf dem Rückweg nahm er zwei pulsierende Objekte am Grat wahr – eine erste schriftliche Abfassung der Halluzinationen, die einen Bergsteiger in dieser Höhe erwarten, wenn er erschöpft ist, dehydriert und am Ende seiner physischen und mentalen Kräfte.

## Schriften
(Auswahl)
- Climbs and Ski Runs (1930) Blackwood, Edinburgh
- The Kangchenjunga Adventure (1930) Gollanz, London
- Kamet Conquered (1932) Gollanz, London
- An Alpine Journey (1934) Hodder, London
- The Spirit of the Hills (1935) Hodder, London
- Over Tyrolese Hills (1936) Hodder, London
- Camp 6 (1937) Hodder, London
- The Valley of the Flowers (1938) Hodder, London
- The Mountain Scene (1937) A&C Black
- Peaks and Valleys (1938) A&C Black
- A Camera in the Hills (1939) A&C Black
- Mountaineering Holiday (1940) Hodder, London
- Edward Whymper (1940) Hodder, London
- My Alpine Album (1940) A&C Black
- Adventures of a Mountaineer (1940) Dent
- The Mountain Vision (1941) Hodder, London
- Over Welsh Hills (1941) A&C Black
- Alpine Ways (1942) A&C Black
- Secret Mission (1942) Hodder and Stoughton, London
- British Mountaineers (1942) Collins
- Snow on the hills (1946) A&C Black
- The Mountain Top (1947) St Hugh’s Press
- Again Switzerland (1947) Hodder, London
- Rocky Mountains (1948) A&C Black
- Swiss Winter (1948) A&C Black
- Mountains in Colour (1949) Max Parrish
- Climbs in the Canadian Rockies (1950) Hodder, London

Viele seiner Bücher wurden anschließend in den USA erneut veröffentlicht; einige der besten wurden zu Sammlungsstücken.
- Einige Bücher im Internet Archive online